# Rainbow
Rainbow (duha, známí také jako Ritchie Blackmore's Rainbow nebo Blackmore's Rainbow) je britská rocková kapela, kterou v roce 1975 v Hertfordu založil kytarista Ritchie Blackmore. Kapela vznikla po Blackmoreově prvním odchodu z Deep Purple a původně ji tvořili čtyři členové americké rockové skupiny Elf, včetně zpěváka Ronnieho Jamese Dia. Po vydání eponymního debutového alba však Blackmore všechny tyto členy kromě Dia propustil a naverboval bubeníka Cozy Powella, baskytaristu Jimmyho Baina a klávesistu Tonyho Careyho. Tato sestava nahrála druhé album kapely Rising (1976), zatímco na albu Long Live Rock 'n' Roll (1978) Boba Daisleyho a Davida Stonea nahradili Bain a Carey. Long Live Rock 'n' Roll bylo také posledním albem s Diem, který kapelu v roce 1979 opustil, aby se připojil k Black Sabbath.
Raná tvorba Rainbow byla založená hlavně na mystických textech a stylu hard rocku/heavy metalu, ale po Diově odchodu se skupina vydala více pop-rockovým směrem.[1] V roce 1979 Blackmore a Powell kapelu znovu přeskupili, přijali tři nové členy — zpěváka Grahama Bonneta, klávesistu Dona Aireyho a dalšího tehdejšího bývalého člena Deep Purple, baskytaristu Rogera Glovera — a tato sestava přinesla kapele komerční průlom singlem „Since You Been Gone“ z čtvrtého studiového alba Down to Earth. Se zpěvákem Joe Lynn Turnerem, který v roce 1980 nahradil Bonneta, nahráli Rainbow další tři alba — Difficult to Cure (1981), Straight Between the Eyes (1982) a Bent Out of Shape (1983) — která byla komerčně stejně úspěšná jako předchozí desky. Dalšími členy kapely v této době byli bubeníci Bobby Rondinelli a Chuck Burgi a klávesista David Rosenthal. Skupina se rozpadla v roce 1984, když se Blackmore a Glover vrátili k Deep Purple.
V roce 1993, po svém druhém odchodu z Deep Purple, Blackmore Rainbow znovu oživil s novou sestavou v čele s Doogiem Whitem, která nahrála osmé a zatím poslední studiové album Stranger in Us All (1995). Po druhém rozpadu v roce 1997 Blackmore kapelu znovu obnovil v roce 2015, a ta příležitostně vystupovala až do roku 2019. Od té doby je Rainbow na neurčité pauze.
V průběhu let prošli Rainbow mnoha personálními změnami a každé studiové album bylo nahráno s jinou sestavou — jedinou stálicí kapely zůstal Blackmore. Nejstabilnější sestava, která zahrnovala Blackmorea na kytaru, jeho manželku Candice Night jako doprovodnou zpěvačku, Ronnieho Romera jako hlavního zpěváka, Boba Nouveau na basu, Davida Keitha na bicí a Jense Johanssona na klávesy, vydržela od roku 2015 do roku 2023, kdy Romero oznámil svůj odchod z kapely. Rainbow se umístili na 90. místě žebříčku 100 Greatest Artists of Hard Rock stanice VH1. Kapela prodala po celém světě více než 28 milionů desek.

## Historie
Příběh Rainbow začíná už v roce 1973 a má původ v ambicích Ritchieho Blackmorea. Po vydání veleúspěšného alba Machie Head byl kytarista Deep Purple se svým působením v kapele nespokojený a otevřeně hovořil o odchodu. Následkem déletrvajících sporů ale skupinu nakonec opustil zpěvák Ian Gillian a společně s ním byl vyhozen i baskytarista Roger Glover. Blackmore se po přímluvě zbylých členů rozhodl v kapele zůstat. Deep Purple spojili síly s baskytaristou a zpěvákem Glennem Hughesem a novým objevem Davidem Coverdalem. Nová sestava se uvedla povedeným albem Burn a během účinkování na festivalu California Jam v roce 1974 se Blackmore zřejmě inspiroval symbolem festivalu, jímž byla duha táhnoucí se od jednoho konce pódia ke druhému.
Další neshody se objevily při nahrávání dalšího alba Strombringer. Blackmore se v jeho průběhu rozváděl, což odvádělo jeho pozornost a rušilo jeho soustředění. Impulz k odchodu byl přesto poněkud překvapivý – kytarista chtěl do tracklistu Stormbringera zařadit píseň Black Sheep Of The Family, kterou v roce 1970 natočila kapela Quatermass. Ostatní členové však byli proti.

### Éra Ronnieho Jamese Dia

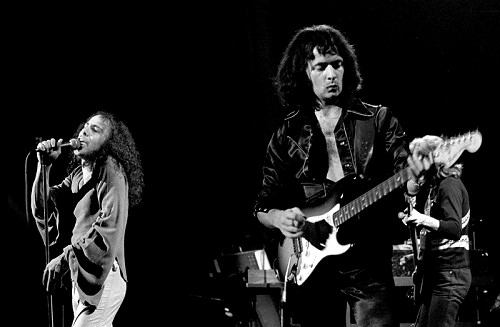
Ronnie James Dio a Ritchie Blackmore, Oslo, Norsko, 1977

V průběhu dalšího turné na začátku roku 1975 už Blackmore věděl, že chce odejít, potřeboval však pro natočení singlu Black Sheep Of The Family kapelu. Obrátil se proto na Ronnieho Jamese Dia, frontmana z kapely Elf, která v minulosti Deep Purple předskakovala. Jeho vokální styl Blackmore velmi obdivoval a oba se rozhodli využít i zbylé členy Elf (s výjimkou kytaristy Steva Edwardse) a celý projekt představit pod novým jménem. Na rubovou plánovaného stranu singlu měl Blackmore složenou pouze hudbu, požádal proto Dia, aby instrumentál otextoval. Výsledná Sixteenth Century Greensleeves nebyla prvním společným dílem plodné autorské dvojice Dio-Blackmore.
Nahrávání probíhalo v Mnichově, ve stejném komplexu, kde mezitím Blackmore domlouval s Deep Purple, jichž byl stále členem, další turné! Protože vznikl dostatek kvalitního materiálu, plánovaný singl se rozrostl na celé album, které neslo název Ritchie's Blackmore's Rainbow. Deska však vyšla až v srpnu 1975, kdy už Blackmore nebyl členem Deep Purple. Zahrnovala celkem devět skladeb, přičemž hned ta první – Man On The Silver Mountain – se stala hitem a poznávacím znamením nové skupiny. Skladbami se často nesly tajemné středověké a kouzelné motivy (Self Portrait, Temple Of The King), které se promítly i na obal. Fantastický barevný námět hradu, jehož nejvyšší věž tvoří krk a hlava elektrické kytary, vytvořil David Williardson. Právě hrad coby symbol středověku a za ním vycházející srpek měsíce zosobňující Blízký východ odkazují k hlavním inspiracím hudby a textu. Album je dodnes hodnocené velmi kladně a Ronnie James Dio se nechal slyšet, že je jeho vůbec nejoblíbenějším.
Navzdory úspěchu debutového alba Blackmore z kapely vyhodil bubeníka Garyho Driscola, baskytaristu Craiga Grubera a pod dojmem těchto vyhazovů odešel i klávesista Mickey Lee Soule. První sestava Rainbow za sebou do té doby neměla jediný koncert! V tomto světle působí rozeviratelný obal jejich prvního alba paradoxně, protože uvnitř byly umístěny fotografie živých vystoupení jednotlivých členů – pochopitelně v době, kdy hráli s Deep Purple respektive Elf.
Do nové sestavy Blackmore a Dio přibrali baskytaristu Jimmyho Baina a známého bubeníka Cozyho Powella, který úspěšně působil jak v kapele Jeffa Becka, tak na sólové dráze. Powell byl také jedním z „nejtrvanlivějších“ členů Rainbow, protože lidsky s Blackmorem dobře vycházel – měli podobný smysl pro humor. Jako poslední přišel klávesista Tony Carey. Tato nová sestava koncem roku 1975 vyrazila na první turné. Během něj představila tři písně, které se měli objevit na dalším albu – Do You Close Your Eyes, epický Stargazer a na něj navazující A Light In The Black. Spolu s dalšími třemi novými písněmi byly nahrány v únoru 1976 v pauze mezi dvěma turné.
Nové album jménem Rising vyšlo v květnu 1976 a všeobecně je považováno za vrchol tvorby Rainbow. Skupina na něm pokračovala v nastavené linii. Na obal vytvořil výtvarník Ken Kelley fantastický námět obří pěsti svírající duhu vynořující se z rozbouřeného moře, přičemž celý výjev na břehu sleduje tajemná postava. V textech písní se opět objevují tajemné a magické motivy (například lykantropie v písni Run With The Wolf nebo kartářky v Tarot Woman). Album vrcholí osmiminutovou výpravou písní Stargazer, na níž kromě Rainbow hrál také mnichovský filharmonický orchestr. Působivý instrumentální základ doplňuje Diův text o čaroději využívající nucené práce obyčejných lidí ke stavbě svého úžasného hradu. Na tento příběh navazuje poslední píseň A Light In The Black, v níž čaroděj umírá a lidé jsou volní. Zejména první skladba je dodnes velmi pozitivně hodnocena, pochvalně se o ní vyjádřil i jinak sebekritický Blackmore. Naopak Dio s postupem let píseň zatratil.
Rainbow úspěšný rok završili celosvětovým turné, během něhož bylo natočeno jejich živé album On Stage. Ihned po něm však Blackmore z kapely vyhodil Jimmyho Baina i Tonyho Careyho, který prý neuměl dobře improvizovat. Oba spolu dlouhodobě nevycházeli, už proto že vtipálci Blackmore a Powell považovali za příliš sebestředného a kvůli tomu mu prováděli různé kanadské žertíky, které byly často dost kruté. Protože však nesehnali náhradu,museli ho krátce znovu najmout, než jej definitivně vystřídal klávesista David Stone. Na pozici baskytaristy se krátce objevil Mark Clarke, ale i on byl rychle vyhozen a nahrazen Bobem Daisleym. Tyto změny se děly během natáčení třetího alba. Když byla sestava konečně ustálena, museli Rainbow natáčení přerušit a vyrazit na další turné a k nahrávání se mohli vrátit až v prosinci 1977. To probíhalo v Chateau D'Hereuville, starém hradu nedaleko Paříže a součástí pobytu byly i různé spiritualistické seance.
Třetí album s názvem Long Live Rock'n'Roll vyšlo až v dubnu 1978, bezmála devět měsíců poté, co kapela titulní píseň hrála na koncertech. Rainbow na něm opouštějí svůj dosavadní styl, texty mají prozaičtější témata, což nejlépe dokládá právě titulní píseň, jež je jednoduchou oslavou rock'n'rollu. Střízlivěji byl pojat i obal, na němž jsou tužkou zobrazeny obličeje členů kapely na prostém béžovém pozadí. Nad jejich hlavami se paradoxně skví název kapely i alba vyvedený starým gotickým písmem použitým na předcházející desce. Pozoruhodná byla fotografie uvnitř rozevíratelného obalu. Na ní jsou vyobrazeni fanoušci na koncertě s transparentem Long Live Rock'n'Roll! Fotografie není původní ani pravdivá, jedná se o úpravu snímku z koncertu kapely Rush a na zmíněném transparentu byl původně nápis „Plymouth vítá Rush“. Fotografie byla zrcadlově otočena a z triček některých fanoušků byly navíc vyretušovány viditelné nápisy Rush.
Po turné k tomuto albu se Ronnie James Dio rozhodl Rainbow opustit. Důvody jeho odchodu se různí, on sám mluví o rozdílných představách o směřování skupiny – nesouhlasil s komerčnějším směřováním, které začal razit Blackmore. Nakonec odešel do Black Sabbath, kde nahradil Ozzyho Osbournea.

### Éra komerčnějších nahrávek (Bonnet, Turner)
Před nahráváním čtvrtého alba se sestava Rainbow opět rozpadla a v kapele zůstal kromě vedoucího Blackmorea jen bubeník Cozy Powell. Blackmore se na místo zpěváka pokusil zlanařit Iana Gillana, svého bývalého spoluhráče z Deep Purple. Gillan však jeho nabídku odmítl. Překvapením naopak bylo angažování dalšího bývalého muzikanta z Deep Purple baskytaristy Rogera Glovera. Sám Glover k tomu řekl: „Jsem prospěchář a tohle mi přišlo hodně ku prospěchu. Byla to dobrá profesní příležitost“. Glover se ujal i produkce a v Rainbow setrval až do rozpadu kapely. Novým klávesistou se zase stal Don Airey, který později v Deep Purple nahradí Jona Lorda. Přeh hlavní mikrofon se postavil Graham Bonnet, Havajanec s krátkými vlasy v tričku a slunečních brýlích, který vizuálně symbolizoval nové směřování kapely.
Nové album nazvané Down To Earth. Pozoruhodný obal vytvořil sci-fi ilustrátor Ron Walotsky. Protože obsahovalo kratší, komerčnější a jednodušší hudbu (s výjimkou Eyes Of The World), bylo poměrně úspěšné a dosáhlo šestého místa v britském žebříčku. Největším hitem se stala coververze Since You've Been Gone od Russe Ballarda. Cozy Powell proti písni ostře vystupoval. Sestava Rainbow se poté již tradičně otřásla, vedle zpěváka Bonneta odešel i bubeník Powell. Nahradil ho Bobby Rondinelli a za mikrofon se postavil Joe Lynn Turner, který sice více odpovídal představě frontmana rockové kapely, jeho hlas ale nebyl tak silný a zajímavý jako Bonnetův nebo dříve Diův.
Následující album Difficult To Cure (s již zcela „všedním“ obalem) proslulo hlavně titulní skladbou, což byla instrumentální předělávka Beethovenovy 9.symfonie a dalším coverem Russe Ballarda I Surrender. Následovala alba Straight Between The Eyes a Bent Out Of Shape. Zejména první z nich bylo ještě poměrně úspěšné (v britském žebříčku bylo páté), ale původní kouzlo Rainbow postupně vyprchávalo a zájem o ně klesal. Ritchie Blackmore ukončil činnost skupiny v roce 1984, kdy byla překvapivě obnovena nejúspěšnější sestava Deep Purple, k níž se společně s Gloverem připojil. Poslední koncert odehráli Rainbow 14. března 1984 v Japonsku za doprovodu tamního symfonického orchestru.

### Návrat
Když Blackmore v roce 1993 opět Deep Purple opustil, rozhodl se oprášit svůj devět let odpočívající projekt. Spojil se se zpěvákem Doogiem Whitem a dal dohromady úplně novou sestavu Rainbow, která vydala poměrně úspěšné a povedené album Stanger In Us All. Kapela se však po dalším turné opět rozpadla. Blackmore poté vytvořil novou skupinu Blackmore's Night se svou manželkou Candice Night, v níž se věnuje hlavně středověké a renesanční hudbě.
Jeho manželka je součástí další nové sestavy Rainbow, která vznikla v roce 2015 a od té doby příležitostně vystupuje s písněmi Rainbow a Deep Purple. Tyto písně hrají ve vlastních sólových projektech také všichni dřívější zpěváci kapely.

## Diskografie
LP:
- Ritchie Blackmore's Rainbow (1975) #11 UK, #30 US
- Rising (1976) #12 UK, #48 US
- Long Live Rock 'n' Roll (1978) #7 UK, #89 US
- Down to Earth (1979) #6 UK, #66 US
- Difficult to Cure (1981) #3 UK, #50 US
- Straight Between the Eyes (1982) #5 UK, #30 US
- Bent Out of Shape (1983) #11 UK, #34 US
- Stranger in Us All (1995)

Live:
- On Stage (1977) #7 UK, #65 US
- Finyl Vinyl (1986) #31 UK, #87 US
- Live in Germany (1994)
- Live in Europe (1996)
- Live in Munich 1977 (2006)
- Rainbow Live At Cologne SportHalle (2006)
- Live In Germany 1976 (30th Anniversary Edition Box) – japonský 6CD boxset (2006)

Greatest Hits:
- The Best of Rainbow (1981) #14 UK
- The Very Best of Rainbow (1997)
- 20th Century Masters – The Millennium Collection: The Best of Rainbow (2000)
- Pot of Gold (2002)
- Catch the Rainbow: The Anthology (2003)

Singly:
- „Man On The Silver Mountain“ (1975)
- „Catch The Rainbow“ (1975)
- „Starstruck“ (1976)
- „Stargazer“ (1976)
- „Kill The King“ (1978)
- „Long Live Rock 'N' Roll“ (1978)
- „Gates Of Babylon“ (1979)
- „Since You've Been Gone“ (1979)
- „All Night Long“ (1980)
- „I Surrender“ (1981)
- „Can't Happen Here“ / „Jealous Lover“ (1981)
- „Stone Cold“ (1982)
- „Power“ (1982)
- „Can't Let You Go“ (1983)
- „Street Of Dreams“ (1983)
- „Hunting Humans (Insatiable)“ (1995)
- „Ariel“ (1995)